# Bălcești, Gorj
Bălcești este un sat în comuna Bengești-Ciocadia din județul Gorj, Oltenia, România.

## Personalități născute aici
• Maria Lătărețu - (7 noiembrie 1911 - 27 septembrie 1972) artist emerit

## Biserica „Sf. Ilie” din Bălcești, monument istoric

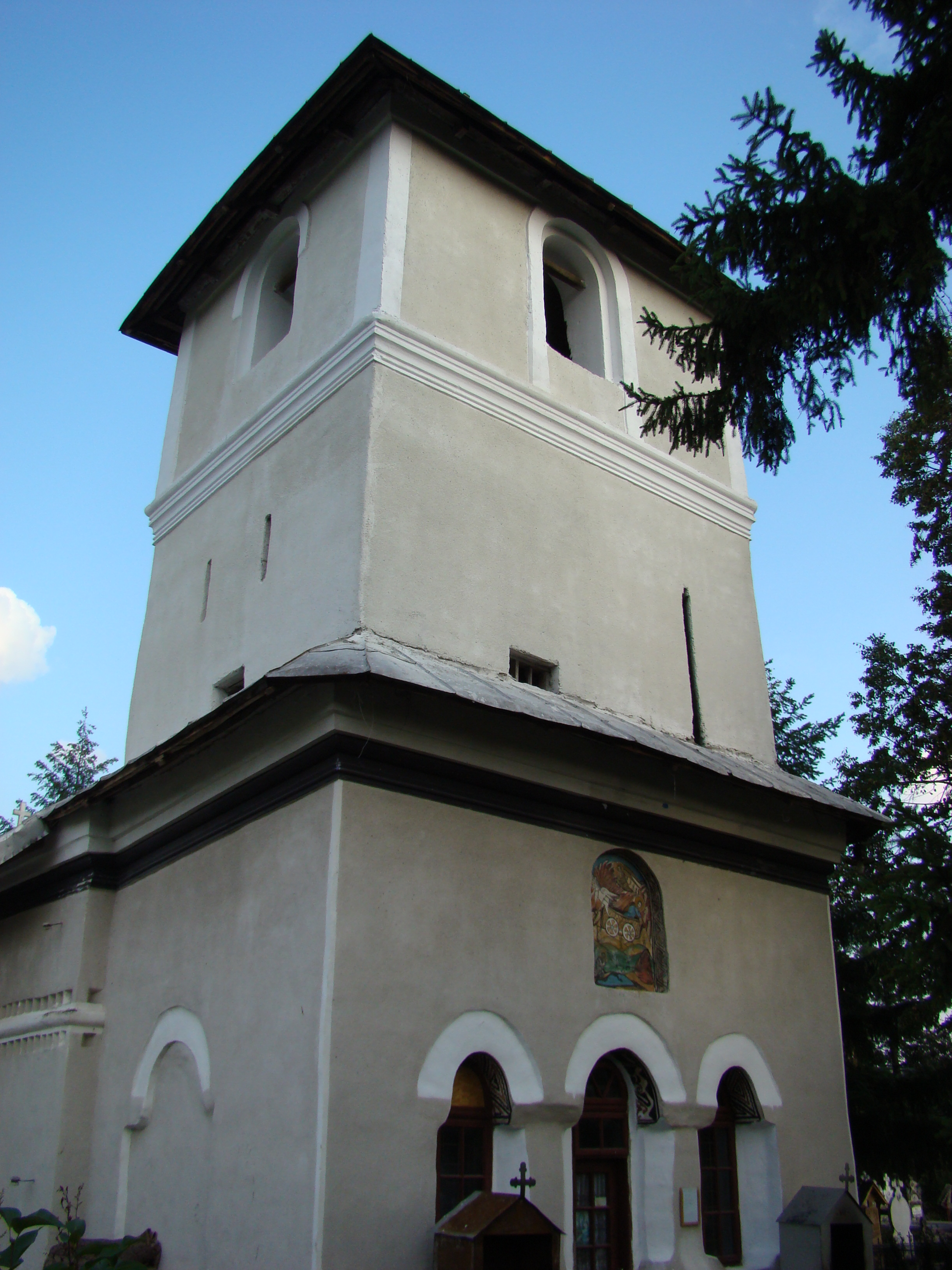
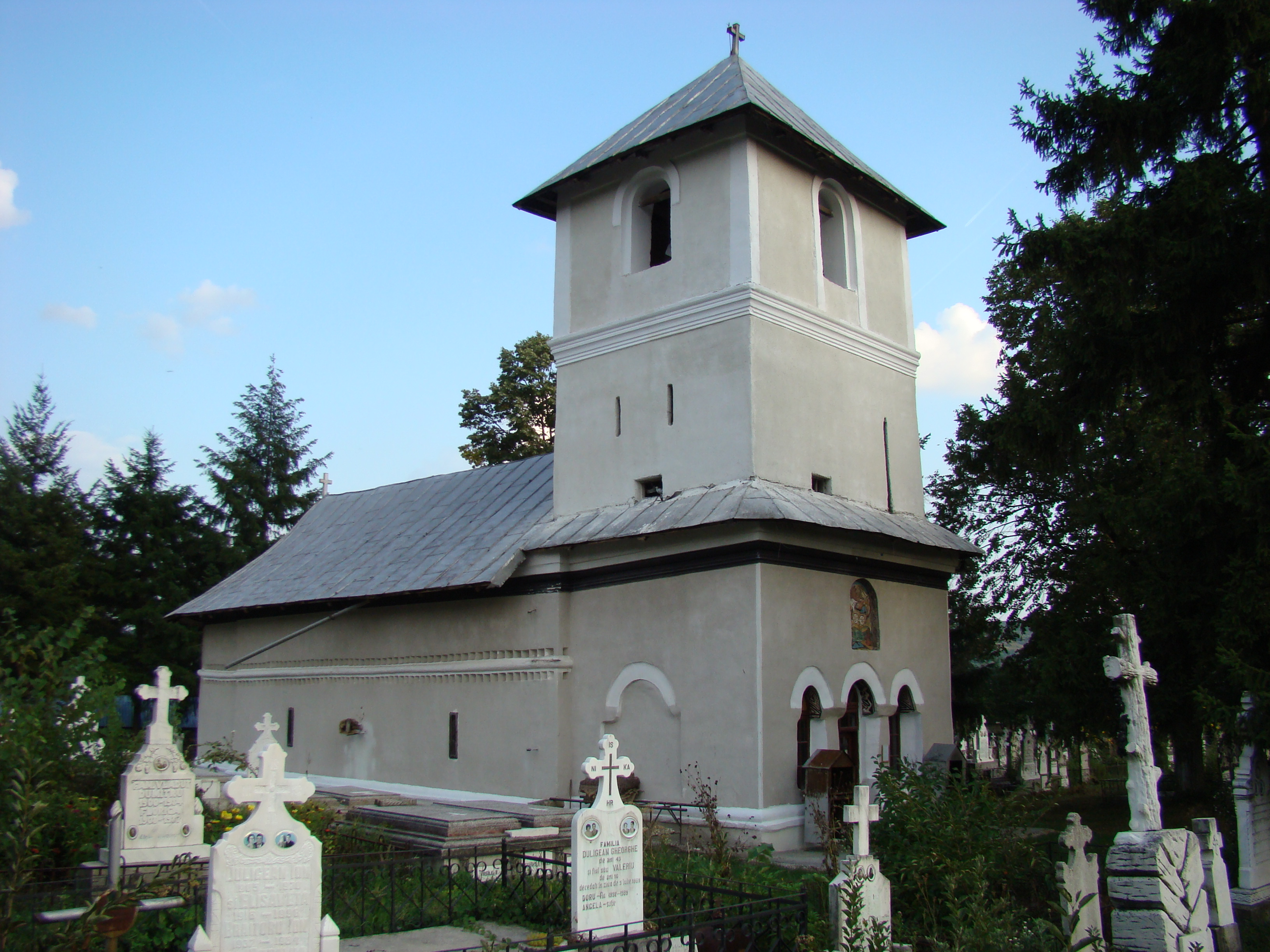
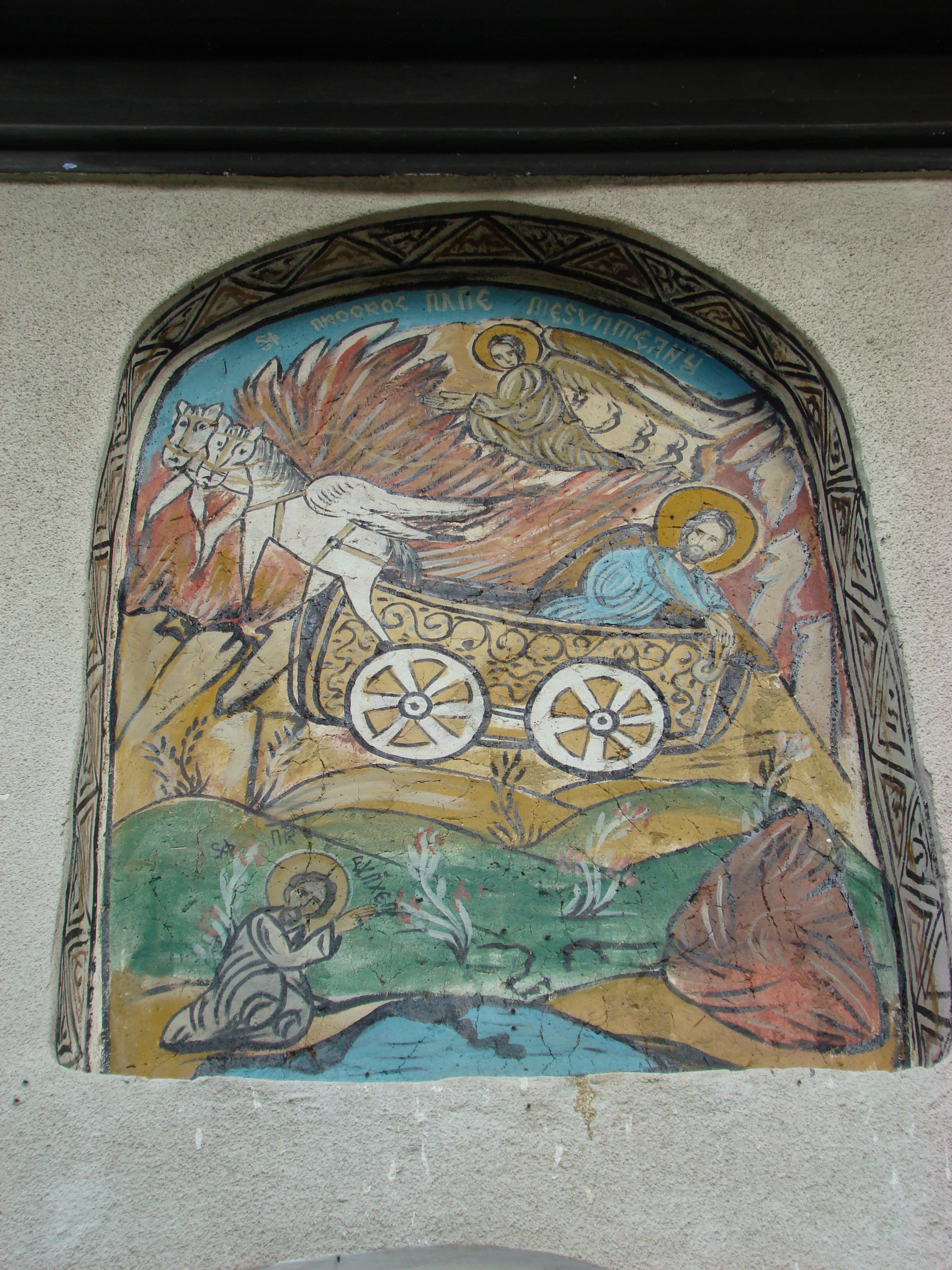
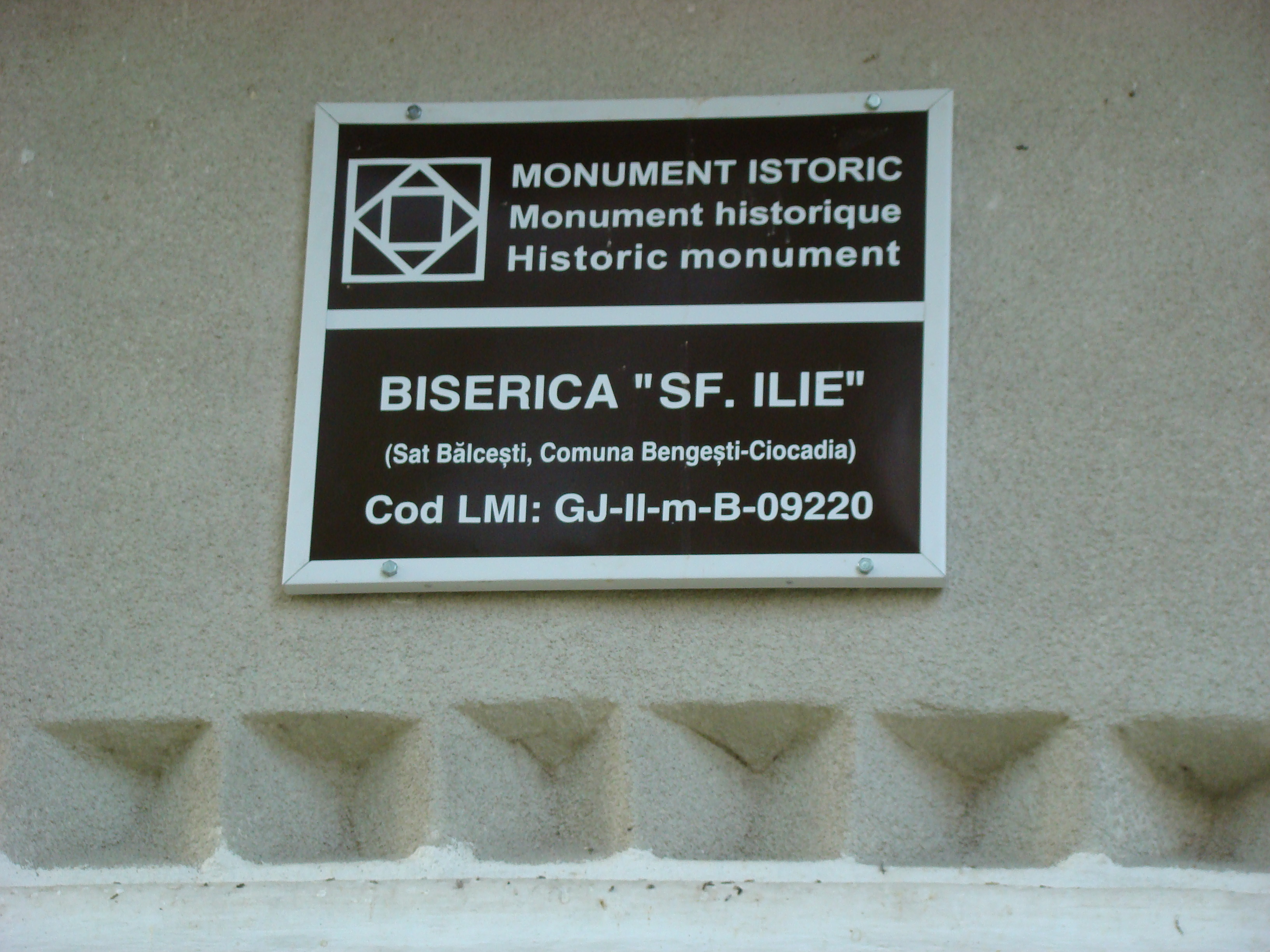
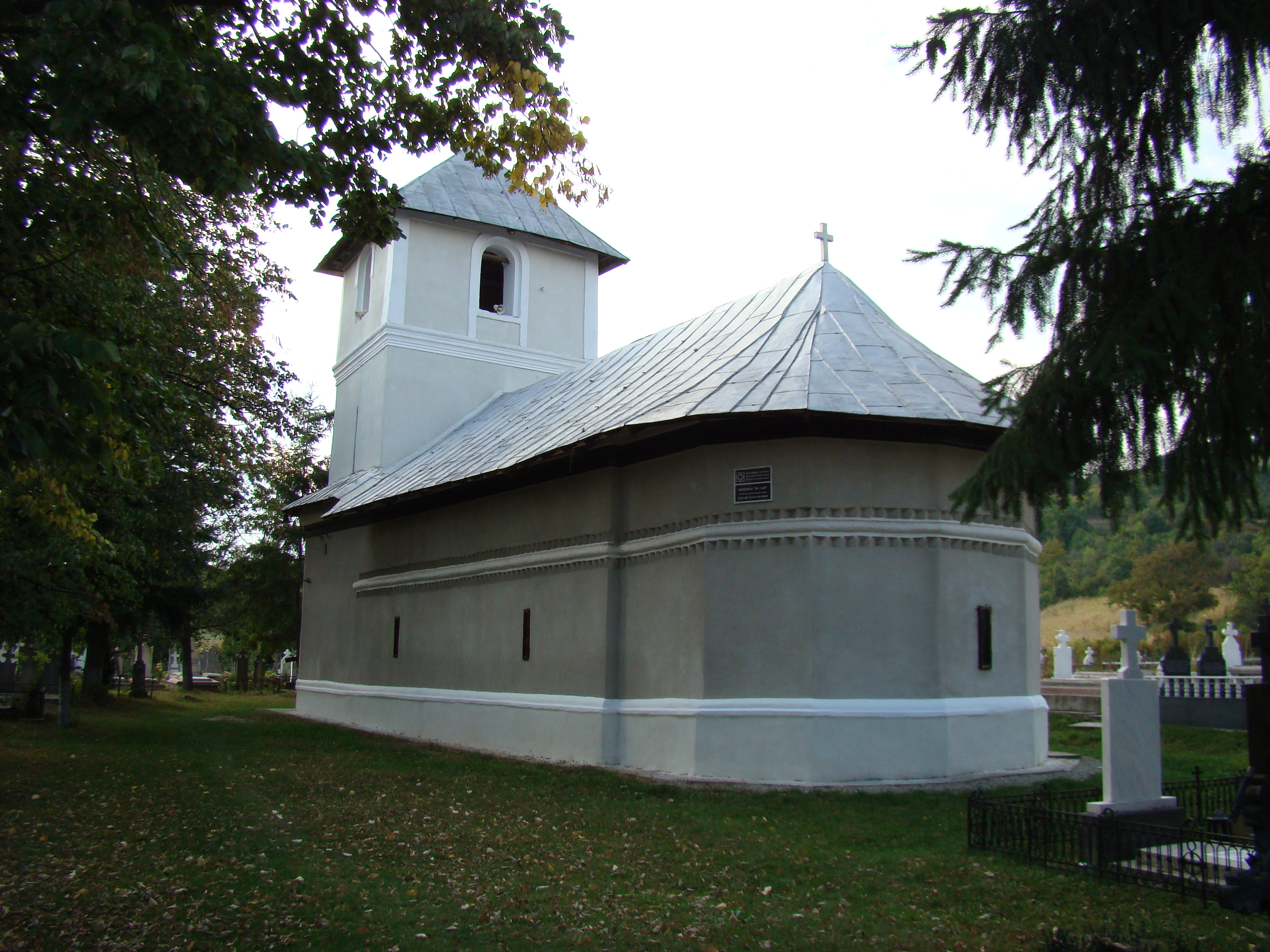

Acest articol despre o localitate din județul Gorj este deocamdată un ciot. Puteți ajuta Wikipedia prin completarea lui.